# Festival di Glastonbury
Il Festival di Glastonbury, ufficialmente Glastonbury Festival of Contemporary Performing Arts, è un festival musicale e di spettacolo che si tiene a Pilton, a circa 10 km da Glastonbury, nel Somerset, in Inghilterra. Il festival è parte integrante della cultura popolare inglese.

## Storia
Una serie di concerti, lezioni e recite chiamata Glastonbury Festival fu stabilita, con una scuola estiva, nella cittadina di Glastonbury, fra il 1914 e il 1926, dal compositore classico Rutland Boughton (1878–1960) e, con la loro collocazione, attrassero un pubblico bohémien, per le abitudini del tempo.
Queste esibizioni mostravano lavori di compositori contemporanei, sponsorizzati dalla famiglia Clark, così come un'ampia gamma di opere tradizionali da Everyman a Cupid and Death di James Shirley.

### Anni settanta
Il primo festival presso la Worthy Farm fu il Pilton Pop, Blues & Folk Festival, allestito da Michael Eavis nel settembre 1970, che ospitò 1.500 persone, pagando un biglietto da una sterlina.
I primi ad esibirsi furono gli Stackridge: originariamente l'esibizione principale avrebbe dovuto essere quella di Wayne Fontana and the Mindbenders, ma fu rimpiazzata da quella dei Tyrannosaurus Rex, successivamente conosciuti come T.Rex.
Il festival dell'anno successivo, più grande e gratuito, si tenne in corrispondenza del solstizio, in giugno, e fu il primo di interesse nazionale: tale evento divenne il vero e proprio precursore del Glastonbury Festival.
Il Glastonbury Fayre del 1971 fu organizzato da Andrew Kerr con l'aiuto di Arabella Churchill.
L'edizione del 1971 ha, come caratteristica, una prima versione del palcoscenico noto come "Pyramid Stage", concepito da Bill Harkin, costruito da un'impalcatura e da un rivestimento metallico.
Fra gli artisti erano inclusi David Bowie, Traffic, Fairport Convention, Quintessence, e Melanie. Fu pagato dai suoi sostenitori e dai fautori dei suoi ideali, ed abbracciò una tradizione medievale di musica, ballo, poesia, teatro, e intrattenimento leggero e spontaneo. L'edizione fu ripresa da Nicolas Roeg e David Puttnam e fu pubblicata su pellicola.
Nel 1977 un evento più o meno spontaneo ebbe luogo in Glastonbury, tenuto da diversi tipi di persone, hippy, musicisti, studenti. Tali eventi non sono stati registrati e i dettagli non sono stati documentati.
Ci fu un piccolo evento non organizzato nel 1978, quando il convoglio di veicoli provenienti dal festival di Stonehenge fu diretto dalla polizia alla Worthy Farm; il festival fu riportato in vita l'anno successivo, il 1979 da Churchill, Kerr ed Eavis, in un evento per Year of the Child, che aveva perso denaro.

### Anni ottanta
Gli anni ottanta hanno visto il festival trasformarsi (salvo alcune pause) in un evento annuale.
Nel 1981 Michael Eavis prese il controllo dell'organizzazione per la prima volta, e il festival fu organizzato congiuntamente con la campagna di disarmo nucleare. In quell'anno venne costruita una nuova Piramide, usando pali del telegrafo e rivestimento metallico (riciclati da materiali del Ministero della difesa), una struttura permanente che veniva usata come fienile e stalla in inverno.
Negli anni 1980 l'area del festival dedicata ai bambini (organizzata da Arabella Churchill e altri) divenne il punto di partenza per una nuova fondazione benefica chiamata Children's World. Il 1981 fu il primo anno in cui la rassegna ha avuto profitti e, da essi, Eavis donò 20.000 sterline al CND (campagna di disarmo nucleare). Negli anni successivi sono state fatte donazioni a svariate organizzazioni benefiche e, a partire dalla fine della guerra fredda, i principali beneficiati sono stati Oxfam, Greenpeace e WaterAid, che contribuiscono tutte al festival, fornendo funzionalità e volontari, i quali lavorano alla manifestazione in cambio del solo accesso gratuito.
Dal 1983, le grandi manifestazioni devono richiedere licenze alle autorità locali. Questo ha comportato certe restrizioni al festival, tra le quali il limite di affluenza e tempi specifici durante i quali i palchi potevano operare. Il limite di affluenza era inizialmente di 30.000 unità, ma è cresciuto ogni anno fino a 100.000.
Il 1985 vide una manifestazione bagnata da una pioggia considerevole; Worthy Farm è un caseificio e ciò che si riversò nelle aree più basse fu un miscuglio di fango e sterco di vacca liquido. La fanghiglia alta fino alle ginocchia non impedì al pubblico di assistere agli spettacoli di fronte alla Piramide. Nel 1985 la manifestazione diventò troppo grande per la Worthy Farm, così venne acquistata la fattoria Cockmill.
L'edizione 1989 (come raccontato in presa diretta anche in Italia dal settimanale Ciao2001) fu tra le più affollate, con grande successo di Van Morrison e Susanne Vega e l'affermazione di Waterboys e Hothouse Flowers come migliori act dell'edizione.

### Anni novanta
Il 1990 vide il più grande festival; tuttavia la violenza alla fine della manifestazione tra le guardie di sicurezza e i nomadi new Age, la cosiddetta battaglia di Yeoman Bridge, portò gli organizzatori ad annullare l'edizione 1991 al fine di ripensare il festival.
Un'edizione ampliata ritornò nel 1992, con grande successo. In questo anno per la prima volta non fu consentito ai nomadi di accamparsi gratuitamente e per questo fu studiata una recinzione maggiormente robusta.
Il successo proseguì anche nel 1993 che, come il precedente, fu caldo e soleggiato.
Nel 1994 la Piramide bruciò a poche settimane dal festival: fu innalzato un palcoscenico principale temporaneo in tempo per il festival. Questa edizione vide anche l'ingresso di una turbina eolica da 150 kW che forniva elettricità al festival. Sempre in questa edizione fu stabilito un nuovo record mondiale, il 26 giugno, quando 826 persone, facendo giochi di destrezza con almeno tre oggetti a testa, tenevano in aria 2.478 oggetti. Inoltre questa edizione è stata la prima ad essere trasmessa in televisione su Channel 4; concentrandosi sui due palchi musicali principali, ha fatto intravedere il festival per quelli che lo conoscevano poco. Channel 4 ha mostrato in tv anche l'edizione successiva, anch'essa di successo. Sempre nel '94 il gruppo britannico dei The Levellers ha stabilito il record di folla maggiore di fronte al palcoscenico, che resiste tuttora.
Il 1995 vide l'affluenza crescere drasticamente a causa della violazione del recinto di sicurezza il venerdì. Le stime suggeriscono che ci sono stati abbastanza intrusi da duplicare il numero di avventori al festival. A parte questo, l'edizione 1995 si è dimostrata di successo, con una memorabile performance degli Oasis (che avevano fatto il loro esordio a Glastonbury l'anno prima), dei Pulp, di PJ Harvey, di Jeff Buckley e dei The Cure. Questo è stato anche il primo anno in cui c'è stata una tenda per la musica dance, per venire incontro alla sua cresciuta popolarità, in seguito al successo dell'apparizione degli Orbital sul palco nell'edizione precedente. La sezione Dance del 1995 è stata condotta dai Massive Attack il venerdì e da Carl Cox il sabato.
Il festival si è fermato per un anno nel 1996 al fine di permettere al paesaggio di recuperare e di dare una pausa agli organizzatori: questo dette via ad una prassi che è stata ogni 5 anni da lì in poi. Il 1996 vide anche la pubblicazione di Glastonbury The Movie che è stato filmato nelle edizioni del 1993 e 1994.
La manifestazione è ritornata nel 1997, più grande che mai. Questa volta c'è stata una sponsorizzazione da parte di The Guardian e BBC, che ha preso il posto di Channel 4. Questo fu anche l'anno del fango, col sito che soffrì per i forti acquazzoni che lo trasformarono in una palude fangosa. Questo fece sì che molti visitatori del festival ripartissero presto il venerdì, o che addirittura non si prendessero la briga di partecipare dato che i rapporti di radio e televisione fornivano i dettagli di quanto il sito era fangoso. Tuttavia coloro che rimasero poterono godere di esibizioni memorabili, come quella dei Radiohead presso la Piramide il sabato, che è ritenuta una delle più grandi di Glastonbury.
Nel 1998 il festival fu colpito ancora una volta da forti inondazioni e tempeste, ed ancora alcuni visitatori se ne andarono presto, ma quelli che rimasero assistettero alle esibizioni come quelle dei Pulp, Robbie Williams e Blur. In questa edizione, per la prima volta, venne ufficialmente superata la quota di 100.000 presenze.
Il 1999 fu un anno caldo e asciutto, con grande sollievo di organizzatori e visitatori. Memorabili le prestazioni di R.E.M., Fun Lovin' Criminals, Hole, Pavement and Al Green. Ancora una volta il festival fu sovrappopolato a causa degli intrusi, anche se il problema si sarebbe ulteriormente aggravato l'anno successivo con una presenza stimata di 250.000 unità. Il 1999 è ricordato anche per la richiesta (esaudita) da parte dei Manic Street Preachers di avere dei propri bagni nel backstage. Tuttavia venne successivamente rivelato dalla band che si trattava di uno scherzo: la scritta "riservato" sul bagno non era stata autorizzata dal management.

### Nuovo millennio

#### 2000
Dal 2000 è stato allestito un nuovo palcoscenico, detto Piramide, introdotto così come parecchie nuove caratteristiche quali il Glade ed il Left Field. Il festival è stato capeggiato dai Pet Shop Boys e da David Bowie che hanno suonato sul palcoscenico della Piramide (per Bowie si trattava della sua seconda esibizione a distanza di 30 anni). Sempre sul palcoscenico della Piramide venne ospitato un evento insolito il sabato, con la cerimonia nuziale di Chelfyn & Helen Baxter condotta dall'attore Keith Allen (la cui figlia avrebbe condotto i festival 2007 e 2009). In questo anno è stato stimato che 250.000 persone abbiano assistito al festival, a fronte di soltanto 100.000 biglietti venduti. Ciò ha portato a preoccupazioni sulla pubblica sicurezza ed il Consiglio Regionale locale ha rifiutato nuove autorizzazioni fino a quando il problema degli intrusi non fosse stato risolto.

#### 2001
Gli organizzatori hanno eliminato il festival 2001 per mettere a punto misure anti intrusione e per assicurare il futuro del festival, dopo l'incidente del 2000 al Roskilde Festival.

#### 2002
Nel 2002 il festival è ripreso dopo l'assenza di un anno, col discusso Mean Fiddler a curare la logistica e la sicurezza - particolarmente installando un enorme recinto circostante che ha ridotto i numeri ai livelli del decennio precedente. La più bassa affluenza ha condotto ad un'atmosfera molto più tranquilla ed ha ridotto i livelli di crimine in maniera massiccia rispetto agli anni precedenti. Nonostante alcuni incidenti avvenuti all'esterno del recinto, l'evento è stato ritenuto un grande successo dalle aziende di media. L'edizione 2002, che ha visto i Coldplay presenti alla Piramide per la prima volta, è stata conclusa da Rod Stewart nella notte di domenica.

#### 2003
Nel 2003 il numero dei biglietti disponibili al pubblico è stato aumentato leggermente rispetto al 2002, anche in risposta alla critica che il festival 2002 mancava di atmosfera ed era scarsamente popolato. I biglietti sono andati esauriti il giorno stesso nel quale sono stati messi in vendita, in netto contrasto con i due mesi necessari a vendere un numero simile l'anno precedente. È stato anche il primo anno in cui i biglietti erano andati esauriti prima dell'annuncio della lista completa degli artisti che si sarebbero esibiti. È stato anche l'anno in cui i Radiohead sono tornati a condurre la fase della Piramide. L'incasso si è innalzato anche per le iniziative benefiche collegate, superando il milione di sterline, la metà del quale è andato al sussidio di Oxfam, di Greenpeace e di aiuti all'acqua.

#### 2004
Nel 2004 i biglietti sono stati esauriti in 24 ore fra le polemiche sul processo d'ordinazione del biglietto, che ha lasciato molti potenziali frequentatori della manifestazione a provare per ore a collegarsi ai siti telefonici e internet sovraccarichi. Il sito internet ha avuto due milioni di tentativi di connessione nei primi cinque minuti di messa in vendita dei biglietti e la media delle persone che si collegavano sulla linea telefonica era di 2.500 al minuto. Il festival non è stato colpito dal maltempo, ma i forti venti del mercoledì hanno fatto ritardare l'ingresso e la pioggia costante durante il sabato ha ridotto alcune zone del luogo in fango. Tuttavia la prestazione di sabato di Paul McCartney ha incoraggiato molti frequentatori. Il festival si è concluso con i Muse a condurre lo spettacolo sulla Piramide la domenica, dopo che gli Oasis lo avevano fatto il venerdì. Si sono esibiti anche i Franz Ferdinand.
Dopo l'edizione 2004, Michael Eavis ha commentato che il 2006 sarebbe stato un anno di pausa - mantenendo la tradizione precedente di richiedere un "anno a maggese" ogni cinque per dare ai paesani e alle zone circostanti una pausa dalla distruzione annuale. Ciò è stato confermato dopo che l'autorizzazione per il 2005 è stata concessa.

#### 2005
Nel 2005 i 112.500 biglietti sono andati esauriti rapidamente - in questo caso in 3 ore 20 minuti, lasciando frustrati migliaia di potenziali visitatori.
Originariamente era prevista come star principale della domenica Kylie Minogue, che in maggio ha dovuto dare forfait per ricevere le cure per il cancro alla mammella. I Basement Jaxx sono stati annunciati come sostituti il 6 giugno. Sia i Coldplay che i Basement Jaxx hanno suonato la reinterpretazione della canzone di Kylie “Can't Get You Out Of My Head"„ durante il loro concerto. L'edizione 2005 ha visto un grande aumento nel numero delle attrazioni di musica dance, con tende multiple del villaggio Dance che sostituisce quella solitaria degli anni precedenti. Questa nuova zona conteneva le tende Dance est e ovest, il salotto, il palcoscenico delle radici ed il Pussy Parlure. L'introduzione della discoteca silenziosa di Emily Eavis ha permesso agli avventori del party di fare festa fino alle ore dell'alba senza disturbare i locali - un requisito dell'autorizzazione del festival. A seguito della morte del DJ John Peel nell'autunno del 2004, la nuova tenda ha visto cambiare il proprio nome in tenda di John Peel, in omaggio al suo incoraggiamento per le nuove band a Glastonbury.
Il giorno di apertura del festival 2005 è stato ritardato dalla pioggia persistente e dai temporali: parecchi palcoscenici, compresa la tenda acustica (ed una delle barre), sono state colpite da lampi e la valle è stata colpita dalle inondazioni che hanno lasciato alcune zone del luogo sotto più di un metro d'acqua. La severità del clima ha sommerso parecchi campeggi, il più colpito dei quali, quello alla base della collina di Pennard, ha visto seriamente interrotti i servizi del luogo. Tuttavia il festival è stato ritenuto uno dei più sicuri di ogni tempo e ha ricevuto riconoscimenti positivi per la gestione delle inondazioni.
In questo anno The Levellers hanno stabilito il record per la più grande folla nella fase di Jazzworld. Attualmente detengono due record per la maggiore folla al festival.

#### 2006
Nel 2006, per compensare l'assenza del festival, è stato realizzato un documentario diretto da Julien Temple contenente spezzoni girati da Temple al festival, come pure da spezzoni forniti dai fan e altri d'archivio. Il documentario è stato pubblicato nel Regno Unito il 14 aprile 2006. Se in quell'anno fosse stato tenuto il festival, esso avrebbe avuto luogo durante un fine settimana caldo e pieno di sole, in mezzo a tante edizioni bagnate e fangose.

#### 2007
L'edizione del 2007 (20-24 giugno) è stata guidata da Björk, Arctic Monkeys e The Killers, rispettivamente il venerdì, il sabato e la domenica. Si è anche esibita Shirley Bassey. Questo è stato il primo anno che la zona "The Park" è stata aperta. Progettato da Emily Eavis, ha avuto come protagonisti Pete Doherty e Gruff Rhys, mentre la BBC ha lanciato il proprio nuovo palcoscenico "introduttivo" nella zona.
Il festival ha avuto la più grande presenza dalla costruzione della barriera di sicurezza: la quantità di biglietti disponibili è stata aumentata di 27.500 biglietti, per un totale di 137.500, che sono stati venduti a 145 sterline e sono andati esauriti in 1 ora e 45 minuti. Come precauzione supplementare contro i bagarini, gli acquirenti hanno dovuto preregistrarsi, con una procedura che prevedeva di fornire una propria foto tessera che sarebbe stata stampata sul biglietto. Per ridurre il numero di avventori che avrebbero viaggiato in macchina, una parte dei biglietti è stata obbligatoriamente associata ad una corsa in pullman: questi biglietti sono andati esauriti leggermente dopo gli altri.
La pioggia continua durante gran parte del festival ha causato condizioni fangose, senza tuttavia raggiungere i livelli del 2005, in parte grazie alle nuove difese dall'inondazione da 750.000 sterline. Tuttavia questa pioggia costante ha reso le condizioni del luogo peggiori di due anni prima, e le ha rese simili alle pianure di fango del 1998. Era difficile trovare posti a sedere ovunque. Le condizioni fangose su molte delle strade hanno causato ingorghi e disguidi alla maggioranza dei visitatori al momento di ripartire.
I crimini segnalati sono diminuiti rispetto al 2005, ma il numero degli arresti era “ben alto„, dopo una collaborazione dinamica di polizia e security sul luogo. Ci sono stati 236 crimini segnalati, meno dei 267 del 2005; di questi, 158 erano collegati alla droga (183 nel 2005). Questa nuova enfasi riguardo alla sicurezza era visibile sin dall'arrivo, con molta gente che si vedeva controllati gli effetti personali, cosa mai vista a Glastonbury. Uno dei crimini più insoliti è consistito nello spacciarsi per steward durante la seconda notte nella zona che circonda l'altro palcoscenico. Ci sono stati, forse sorprendentemente, appena 15 reclami in tutto, soltanto 8 concernenti i livelli acustici. 1.200 persone hanno richiesto l'aiuto medico, e di questi 32 sono stati ricoverati in ospedale: la maggior parte degli infortuni era comunque causata dal fango; infatti, per la presenza di condizioni meteo sfavorevoli durante tutta la durata del Festival si sono verificati casi di piede da trincea.
C'è stata un'unica disgrazia: un uomo proveniente dalle Midlands occidentali, trovato incosciente all'alba del sabato mattina, è morto nell'ospedale del distretto di Yeovil per una sospetta overdose di droghe.
Quest'anno ha visto un aumento nel numero di persone che hanno lasciato le proprie tende ed effetti personali come donazioni alla compagnia benefica “Give Me Shelter„, che ha utilizzato le tende per aiutare i bisogni in tutto il mondo. Tuttavia, a causa dei danni del maltempo, soltanto una piccola parte delle tende è stata utilizzata. La compagnia benefica di ICount inoltre ha annunciato che oltre 70.000 persone hanno aderito alla campagna “Fermiamo il Caos climatico„.
Il 20 dicembre 2007, Arabella Churchill, una figura che ha contribuito a concepire il festival nel 1971, e sin dagli anni 80 coordinatrice della parte teatrale, è morta a Edmund's Cottages, Bove Town, Glastonbury all'età di 58 anni. Aveva passato un breve periodo di sofferenza a causa di un cancro al pancreas, per il quale aveva rifiutato la chemioterapia e la radioterapia. Dato che si era convertita al buddismo, le disposizioni in seguito alla sua morte hanno rispettato la sua fede. Michael Eavis, omaggiandola dopo la morte, ha detto che “La sua vitalità e il suo grande senso di moralità e responsabilità sociale le hanno dato un posto nella storia del nostro festival secondo a nessuno„.

#### 2008
Il festival si è tenuto il 27, il 28 e il 29 giugno, guidato da Kings of Leon, Jay-Z e The Verve il venerdì, il sabato e la domenica rispettivamente, con altre notevoli presenze, fra cui Neil Diamond, Shakin' Stevens, The Levellers, The Johnsons e Stackridge, che avevano aperto il primo festival nel 1970.
Continuando la procedura introdotta nel 2007, per acquistare il biglietto era necessario preregistrarsi, presentando una foto tessera, fra il 1º febbraio e 14 marzo. I biglietti sono stati messi in vendita alle 9 di mattina di domenica 6 aprile. Il processo di preregistrazione è stato riaperto l'8 aprile essendo rimasti invenduti 40.000 biglietti. Parecchi motivi sono stati citati per questa decisione, comprese le condizioni meteorologiche sfavorevoli dei quattro anni precedenti e la scelta discutibile di includere l'artista hip hop Jay-Z a condurre. Un giorno prima che il festival cominciasse, Michael Eavis ha annunciato che rimanevano ancora circa 3.000 biglietti invenduti, cosa che non accadeva da 15 anni.
Questa edizione ha visto l'introduzione di un nuovo campo adiacente allo spazio Sacro e al palcoscenico Park. Visto che gli organizzatori non gli avevano dato un nome, i visitatori stessi del festival lo hanno denominato “Flagtopia„ in riferimento alle bandiere piazzatevi. “Flagtopia„ è posta più in alto rispetto allo spazio Sacro ed offre una visione migliore del festival. Il tempo soleggiato durante sabato e domenica ha asciugato il fango di venerdì ed ha contribuito a ridurre i problemi.
A seguito di quanto accaduto nel 2007 (molte tende abbandonate, la morte di una mucca causata dall'ingestione di un picchetto metallico lasciato nel terreno) il festival ha lanciato la campagna “Ama la fattoria, non lasciare alcuna traccia„ per sensibilizzare gli ospiti a rispettare l'ambiente e a riordinare dopo la propria partenza. Il festival ha sempre curato una propria agenda verde e, fra le nuove iniziative del 2008, è stata inclusa quella dei picchetti da tenda biodegradabili, distribuiti gratuitamente a tutti i campeggiatori, e quella dei biotrattori alimentati con l'olio vegetale di rifiuto. Questi nuovi sforzi sono stati ricompensati con il premio di festival più verde per il 2008 accanto ad un certo numero di altri festival, anch'essi impegnati a rispettare l'ambiente.
È stato riportato che il costo per allestire il festival del 2008 sia stato 22 milioni di sterline.

#### 2009
Il festival 2009 ha avuto luogo fra il 24 e 28 giugno. In profondo contrasto con gli anni precedenti, i 137.500 biglietti sono stati messi in vendita il 5 ottobre 2008, prima che in ogni altra edizione, con i clienti pre-registrati in grado di pagare interamente, o di lasciare un acconto 50 sterline per completare il pagamento entro il giorno 1º febbraio. I biglietti furono esauriti. La lista completa degli artisti che si sarebbero esibiti è stata annunciata il 25 maggio 2009 e includevano Blur, Bruce Springsteen e Neil Young sulla Piramide. L'altro palcoscenico è stato guidato da The Prodigy, Pendulum, Maxïmo Park, Bloc Party e Franz Ferdinand. Altri artisti degni di nota sono stati Jarvis Cocker, Rolf Harris, Fairport Convention (che suonarono al primissimo Glastonbury Festival), Steel Pulse, Doves, Lady Gaga, Jason Mraz, Nick Cave, Pete Doherty, Hugh Cornwell, Status Quo, The Gaslight Anthem (durante il cui spettacolo Springsteen è apparso sul palco per la loro canzone The '59 Sound), Madness, Dizzee Rascal, Crosby, Stills & Nash, Lily Allen, Kasabian, Florence and the Machine e Spinal Tap.
Le previsioni del tempo, inizialmente favorevoli, divennero successivamente bilanciate durante la settimana precedente - tre giorni di pioggia. Tuttavia, dopo un acquazzone pesante durante la notte di giovedì e la mattinata di venerdì che ha generato del fango, la seconda metà di venerdì e tutto il sabato sono stai pienamente soleggiati, molto caldi ed asciutti. Malgrado alcuni acquazzoni pesanti e temporaleschi nella notte di domenica, Glastonbury 2009 ha sfidato le previsioni per godere del miglior clima che ci sia mai stato al festival.

#### 2010
L'edizione 2010 si è tenuta dal 23 al 28 giugno. I biglietti sono stati messi in vendita il 4 ottobre 2009, mantenendo la possibilità, introdotta nell'edizione precedente, del deposito di 50 sterline. Diversamente dai due anni precedenti, e più in linea con le edizioni precedenti, i biglietti sono stati esauriti in meno di 24 ore dall'inizio della vendita. Sulla Piramide si sarebbero dovuti esibire la notte del venerdì gli U2, che però il 25 maggio hanno dovuto ritirare la loro adesione a causa dei problemi di salute del cantante Bono, e sono stati sostituiti dai Gorillaz. Il sabato sono andati in scena i Muse, mentre la domenica è stata la volta di Stevie Wonder. Il 26 giugno 2010 sul palcoscenico della Piramide si è esibita anche Shakira e i The Dead Weather. A distanza di 10 anni, tornano ad esibirsi al festival anche i Pet Shop Boys, che secondo l'organizzazione del festival sono stati uno degli eventi più spettacolari di sempre.

#### 2011
L'edizione 2011 si è tenuta dal 22 al 26 giugno. I 130000 biglietti disponibili sono stati esauriti dopo 4 ore dall'inizio della vendita, il 3 ottobre 2010.
Sul Pyramid Stage, ovvero il palco centrale, gli artisti principali sono U2, Coldplay e Beyoncé (prima artista femminile ad esibirsi come headliner in 25 anni), che si sono esibiti rispettivamente venerdì, sabato e domenica. Altri artisti che si sono avvicendati sul palco principale sono stati i Biffy Clyro, Morrissey, Metronomy, Elbow, Paolo Nutini, Tinie Tempah, Laura Marling, Pendulum, Plan B.
Sugli altri palchi, si sono esibiti, tra gli altri, i Primal Scream, Mumford & Sons, The Chemical Brothers, Jimmy Eat World, The Kills, Queens of the Stone Age, Kaiser Chiefs, Bombay Bicycle Club, Radiohead, Battles, Two Door Cinema Club.

#### 2012
L'edizione 2012 non si è tenuta, essendo un anno "a maggese", ma anche perché vi sono state delle complicazioni nell'organizzazione, dovute anche alla concomitanza con i Giochi della XXX Olimpiade tenutisi a Londra.

#### 2013
L'edizione 2013 si è tenuta dal 26 al 30 giugno. Headliner erano Arctic Monkeys, Rodriguez, Rolling Stones e Mumford & Sons. Altre partecipazioni degne di nota: Dizzee Rascal, Ben Howard, Jake Bugg, Primal Scream, Of Monsters and Men, Vampire Weekend, Vaccines, Kenny Rogers, Beady Eye, Classica Orchestra Afrobeat.

#### 2014
L'edizione 2014 è stata funestata dalla morte di un 26enne originario del Berkshire, deceduto a causa di una sospetta overdose di chetamina. Gli headliner erano Arcade Fire, Metallica e Kasabian. Tra gli altri artisti, si sono esibiti Lily Allen, Arcadia Spectacular, The Black Keys, Blondie, Jake Bugg, Elbow, Dolly Parton, Goldfrapp, Imagine Dragons, Manic Street Preachers, Massive Attack, M.I.A., Pixies, Robert Plant, Lana Del Rey, Skrillex, Paolo Nutini, Jack White, The Tuts e Billy Bragg.

#### 2015
I Foo Fighters sono stati costretti a cancellare la loro esibizione del 2015 a causa dell'infortunio occorso il 12 giugno a Dave Grohl durante il concerto di Göteborg. Al loro posto come headliner sono stati promossi i Florence and the Machine, mentre il posto di questi ultimi è stato preso, nella seconda fascia, dai Libertines. Headliner del sabato e della domenica sono stati, rispettivamente, Kanye West e Who. Tra gli altri artisti esibitisi figurano i Motörhead (alla loro ultima apparizione prima della morte di Lemmy Kilmister), Pharrell Williams, Deadmau5, Patti Smith, Strypes, Lionel Richie, Catfish and the Bottlemen, Enter Shikari, Chemical Brothers, Alt-J, Paloma Faith, Mary J. Blige e Paul Weller. Ha partecipato al festival anche il Dalai Lama.

#### 2016
Gli headliner del 2016 sono stati Muse, Adele e Coldplay. Questi gli altri artisti esibitisi nel 2016: Jeff Lynne's ELO, PJ Harvey, Beck, Tame Impala, New Order, Foals, Ellie Goulding, Madness, Skepta, Disclosure, The 1975, The Last Shadow Puppets, Earth, Wind & Fire, Jake Bugg, Years & Years, ZZ Top, LCD Soundsystem, Bastille, Bring Me The Horizon, Wolf Alice, Damon Albarn, Cyndi Lauper Gary Clark Jr., James, MØ, Christine and the Queens, Billy Bragg, M83.

#### 2017
Nel 2017 sono saliti sul palco come headliner Radiohead, Foo Fighters ed Ed Sheeran. Gli altri artisti sono stati: London Grammar, Biffy Clyro, Liam Gallagher, Katy Perry, Barry Gibb, The xx, The National, Lorde, Royal Blood, Goldfrapp, Stormzy, Chic, Major Lazer, Alt-J, Boy Better Know, The Jacksons, Kris Kristofferson, Laura Marling, Emeli Sandé, Dizzee Rascal, Solange, Run the Jewels, Haim, Clean Bandit, George Ezra, Halsey, Busted, Elbow, First Aid Kit, Craig David, Jools Holland, Dua Lipa, Tove Lo, Jamie Cullum, Declan McKenna, Lucy Spraggan, Gabrielle Aplin, Kaiser Chiefs, Napalm Death, The Killers (ospiti a sorpresa), Toots and the Maytals, Billy Bragg.

#### 2018
Nel 2018 il festival non si è tenuto, per consentire al terreno di riprendersi.

#### 2019
The Killers, The Cure e Stormzy sono stati gli headliner dell'edizione 2019, che ha visto avvicendarsi sul palco anche Foals, Kylie Minogue, Janet Jackson, George Ezra, Liam Gallagher, Vampire Weekend, Lauryn Hill, Miley Cyrus, Bastille, Hozier, Sheryl Crow, Anne-Marie, Years & Years, Tom Odell, Carrie Underwood, Mavis Staples, Bjorn Again, The Proclaimers, Langa Methodist Church Choir, Tame Impala, The Chemical Brothers, Christine and the Queens, Jon Hopkins, Wu-Tang Clan, Janelle Monáe, Interpol, Sean Paul, The Streets, Cat Power, Hot Chip, Rex Orange County, Two Door Cinema Club, The Charlatans, The Lumineers, The BlundaBus, Courteeners, Sigrid, Dave, Billie Eilish, Jorja Smith, Jungle, Kamasi Washington, Pale Waves, Bugzy Malone, Friendly Fires, Babymetal, Lewis Capaldi.

#### 2020 e 2021
Le edizioni 2020 e 2021 sono state cancellate a causa della pandemia di COVID-19.

#### 2022
L'evento è tornato a giugno 2022. Billie Eilish è stata la capofila del venerdì sera, diventando la più giovane headliner nella storia del Glastonbury. Paul McCartney e Kendrick Lamar sono stati gli artisti principali rispettivamente del sabato sera (insieme ai Noel Gallagher's High Flying Birds) e della domenica sera. Tra gli altri artisti si sono esibiti Diana Ross, Charli XCX, Foals, HAIM, Idles, Little Simz, Lorde, Olivia Rodrigo, Megan Thee Stallion, Pet Shop Boys, Phoebe Bridgers, Sam Fender, Sugababes, Wolf Alice e Years & Years.

#### 2023
I biglietti per il Glastonbury 2023 sono andati esauriti in un'ora. Elton John, Guns N' Roses e Arctic Monkeys sono stati annunciati come headliner del Pyramid Stage per il 2023, tra critiche per la scelta di soli uomini come artisti principali del festival.
A marzo 2023 è stato annunciato che il palco John Peel sarebbe stato rinominato in Woodsies.
Gli Arctic Monkeys sono tornati per la terza volta come headliner del venerdì sera, dopo le edizioni del 2007 e 2013. Altri artisti di rilievo del venerdì sono stati Royal Blood, Fred Again, Young Fathers, Fever Ray, Carl Cox e Faithless. La band misteriosa annunciata come 'The Churn Ups' si è rivelata essere una sorpresa: i Foo Fighters. I Guns N' Roses sono stati i capofila del sabato. Altri artisti del sabato sono stati Lana Del Rey, Loyle Carner, Fatboy Slim e Christine and the Queens. Il slot pomeridiano 'TBA' al Woodsies è stato rivelato come Rick Astley e Blossoms, che hanno suonato brani degli Smiths. Lo slot "leggendario" della domenica è stato affidato a Yusuf/Cat Stevens. Elton John ha chiuso il festival la domenica al Pyramid Stage, in quello che ha definito il suo ultimo concerto nel Regno Unito.

#### 2024
Nel 2024, tra gli headliner del festival ci sono stati Dua Lipa, SZA e i Coldplay, che hanno guidato il cartellone per la quinta volta. In questo modo, i Coldplay hanno stabilito un nuovo record per il maggior numero di esibizioni da headliner, superando i The Cure che ne avevano collezionate quattro.
Il 17 novembre 2024, i biglietti per il Festival del 2025 sono andati esauriti in 35 minuti. Il costo era di £373,50, più una tassa di prenotazione di £5, con un aumento di £18,50 rispetto al 2024. A gennaio 2025 è stato riportato che il festival aveva raddoppiato i suoi profitti per l’anno conclusosi a marzo 2024, con un guadagno pre-tasse di £5,9 milioni e una donazione di £5,2 milioni a organizzazioni benefiche nello stesso periodo.

#### 2025
Il 3 gennaio 2025, Neil Young è stato confermato come primo headliner per il Glastonbury 2025.
A giugno 2025, durante il Glastonbury 2025, la famiglia Eavis ha annunciato che il festival non sarà organizzato nel 2026, anno di maggese.
Nel 2025 Lewis Capaldi - che due anni prima era stato costretto ad abbandonare la sua esibizione al Glastonbury, dopo che la sindrome di Tourette gli causò uno spasmo alle corde vocali - è salito sul Pyramid Stage a sorpresa, per concludere ciò che non era riuscito a portare a termine l’ultima volta: «l’esibizione è stata breve, ma carica di emozione». La critica ha poi consacrato Olivia Rodrigo, anche per la sua scelta di arruolare Robert Smith (dei The Cure) come partner nel concerto di chiusura del festival.

## Organizzazione
Nel 2005 il festival occupava un terreno di 3,70 km² di superficie e 150.000 persone avevano assistito ai 385 spettacoli live.
Glastonbury è anche conosciuto per l'elevato consumo di droghe illegali da parte dei partecipanti, abitudine creatasi grazie alla sua origine hippie, e per questo tenuto costantemente sotto controllo dalla polizia.
Si svolge di regola ogni anno durante l'ultimo week-end di giugno e dura tre giorni. Si è svolto con cadenza varia dal 1970 al 1981. Da allora si tiene annualmente ad eccezione di anni a maggese (solitamente uno ogni cinque), il cui scopo è permettere al terreno di riprendersi.